# Misión San Luis Obispo de Tolosa
La Misión San Luis Obispo de Tolosa es una parroquia católica, ubicada en la ciudad de San Luis Obispo, California, Estados Unidos. Fue la quinta misión fundada por el fraile franciscano Junípero Serra en Alta California el año 1772. En su época de apogeo, llegó a tener la cuarta mayor producción agrícola de las misiones californianas.

## Historia
Entre el 7 y 8 de septiembre de 1769, el explorador Gaspar de Portolá arribó a las cercanías de la bahía de Monterrey. Posteriormente, Fray Joan Crespí Fiol nombraría el lugar como la "llanura de los osos", apelativo por el cual los soldados la conocían.
Para 1772, el Padre Presidente Junípero Serra había fundado cuatro misiones en la Alta California, pero la escasez de comida acechaba a los asentamientos. Por ello, y tomando en cuenta el valle descrito por Crespí, organizó una expedición para cazar osos y así proveerse de carne. En ese lugar, y en vista de las apropiadas condiciones de la región, Serra fundó el 1 de septiembre la quinta misión denominada como "San Luis Obispo de Tolosa" con una misa. Los nativos que allí moraban eran los chumash. 
Posteriormente, Serra partió a San Diego y dejó a cargo a fray José Cavaller, junto a cinco soldados y dos neófitos (indios conversos), para que iniciaran la construcción de la misión. Los chumash serían muy útiles para el levantamiento de la estructura, y una vez conversos serían conocidos como obispeños.
En un principio los edificios del emplazamiento eran de madera, pero debido a los incendios recurrentes fue utilizado el adobe. Precisamente, debido a que un nativo incendió el techo de paja en 1776, se empezaron a elaborar tejas que serían utilizadas en todas las misiones.
El edificio que se encuentra en la actualidad fue erigido entre 1793 y 1794, y entre los años 1810 y 1820 fueron agregadas cabañas para los nativos, un molino de rueda y granero. Para 1832 tenía 2.500 cabezas de ganado y 5.422 ovejas; también llegó a tener la cuarta mayor producción agrícola de las misiones californianas.
Con el inicio de las guerras por la Independencia de México, la misión fue obligada a contribuir a las tropas realistas, lo que causó muchas privaciones, y el declive de San Luis desde 1818. 
Con la secularización del estado mexicano, San Luis fue expropiada en 1835 y vendida diez años después al capitán John Wilson por $510. En los años siguientes, las instalaciones albergarían una escuela, cárcel y juzgado. Cuando el territorio pasó a la jurisdicción de los Estados Unidos, San Luis fue incorporada como pueblo en 1856. En ese tiempo, el obispo Joseph Alemany pidió al gobierno la devolución de algunas tierras a la Iglesia Católica y las propiedades fueron devueltas en 1859.
La reconstrucción, conforme al estilo tradicional, iniciaría en 1933. Por otro lado, una de las características de San Luis Obispo es su iglesia en forma de "L", única entre las misiones de California.